# Рамуцирумаб
Рамуцирумаб (англ. Ramucirumab, лат. Ramucirumabum) — синтетичний препарат, який є людським моноклональним антитілом до рецептора епідермального фактора росту людини VEGFR2, розроблений для лікування злоякісних пухлин, який застосовується внутрішньовенно. Препарат розроблений у лабораторії компанії «ImClone Systems», яка є підрозділом компанії «Eli Lilly and Company», яка виробляє та продає його під торговою маркою «Цирамза».

## Фармакологічні властивості
Рамуцирумаб — синтетичний лікарський препарат, який є людським моноклональним антитілом до рецептора епідермального фактора росту людини VEGFR2. Механізм дії препарату полягає у зв'язуванні із рецептором епідермального фактору росту людини VEGFR2, що призводить до інгібування фактору росту та блокування проліферації пухлинних клітин, а в подальшому до руйнування пухлинних клітин. Рамуцирумаб застосовується при метастатичному прогресуючому колоректальному раку та недрібноклітинному раку легень у хворих, які до цього отримували терапію стандартними схемами протипухлинних препаратів, у комбінації з паклітакселом, доцетакселом, іринотеканом, 5-фторурацилом або ерлотинібом, та рідше у вигляді монотерапії. Згідно даних клінічних досліджень, препарат підвищує загальне виживання та виживання без прогресування захворювання, а також збільшує тривалість життя у хворих колоректальним раком та недрібноклітинним раком легень.

### Фармакокінетика
Рамуцирумаб відносно повільно розподіляється в організмі після ін'єкції. Біодоступність препарату після внутрішньовенного застосування становить 100 %. Метаболізм препарату достемено не вивчений, найімовірніше рамуцурумаб метаболізується в ретикулоендотеліальній системі до амінокислот та пептидів. Шляхи виведення препарату з організму достеменно не встановлені. Період напіввиведення рамуцурумабу з організму становить у середньому 14 діб.

## Показання до застосування
Рамуцирумаб застосовують у складі комбінованої терапії при метастатичному колоректальному раку, метастатичному раку шлунку, у тому числі й раку гастроезофагеального переходу, та недрібноклітинного раку легень; як монотерапія застосовується в лікуванні неоперабельного раку печінки.

## Побічна дія
При застосуванні рамуцирумабу найчастішими побічними ефектами є:
- З боку шкіри та шкірних покривів — алопеція, шкірний висип, долонно-підошовний синдром.
- З боку травної системи — біль у животі, діарея, стоматит, шлунково-кишкова кровотеча, перфорація порожнистих органів шлунково-кишкового тракту, печінкова енцефалопатія, кишкова непрохідність.
- З боку нервової системи — головний біль, синдром зворотної задньої енцефалопатії.
- З боку дихальної системи — інфекції верхніх дихальних шляхів, носова кровотеча.
- З боку серцево-судинної системи — тромбоемболія, кровотечі, артеріальна гіпертензія, периферичні набряки.
- Зміни в лабораторних аналізах — гіпоальбумінемія, гіпонатріємія, нейтропенія, лейкопенія, тромбоцитопенія, анемія, протеїнурія.
- Інші побічні ефекти — інфузійні реакції, швидка втомлюваність, інфекційні ускладнення, в тому числі сепсис.

## Протипоказання
Рамуцирумаб протипоказаний при застосуванні при підвищеній чутливості до препарату, в дитячому віці, при вагітності та годуванні грудьми, при проростанні пухлини в магістральні судини або розпаду пухлини.

## Форми випуску
Рамуцирумаб випускається у вигляді концентрат для розчину для інфузій у флаконах по 10 мл із вмістом діючої речовини 10 мг/мл.